# Мойше Лейб Колесник
Мойше Лейб Колесник, або Моше Лейб Колесник (Віктор Колесник; нар. 4 липня 1957 р.), у м. Станіслав, нині Івано-Франківськ) — український єврейський релігійний діяч. Головний рабин Заходу України.

## Життєпис
Народився в м. Станіслав (нині Івано-Франківськ, Україна). Мама народилася в Житомирській області, приїхала до цього міста після німецько-радянської війни. Батько — родом з Полтавщини, усю війну був в армії, до Станіслава потрапив по своїй системі — був першим головою спортивного товариства «Колос».
Навчався у трьох різних школах рідного міста: спочатку — в СШ № 12, розташованій біля дому, потім — у СШ № 8, закінчив СШ № 14, де тоді працювала мати, що й було причиною переходу.

## Погляди
Уважає, що «жид» — фольклорна форма, яку не варто використовувати офіційно, оскільки це може сприйматися як образа, але можна — у приватному житті, що він сам робить у розмовах, наприклад, з представниками старшого покоління Галичини.
«Людина, коли молода, коли працездатного віку, то їй треба жити добре і вже, — каже рабин. — Світле майбутнє нікого не цікавить. Усіх цікавить світле сьогодення. Людина мусить працювати, заробляти на життя, жити по-людськи. Економічно ситуація замучила. Молодь виїхала практично вся».
«Нас за місцевістю проживання називають по-різному. У Галіції — галіціянери. Затяті, вперті. Більш затятими були хіба німецькі, їх називали — єкі. Та зараз лишилися одиниці. У Болехові вже нема, в Долині нема, в Калуші пару чоловік, у Галичі вже нікого, в Бурштині теж, у Рогатині — одна чи дві людини лишилися. Косів, Кути, Снятин, Городенка — нема. У Надвірній цього року останній помер. І все. І це те, що на моїх очах».